# Giải vô địch bóng đá trong nhà thế giới
FIFA Futsal World Cup, còn gọi là Giải vô địch bóng đá trong nhà thế giới trong tiếng Việt là giải vô địch thế giới của môn futsal được tổ chức bởi FIFA.
Giải vô địch thế giới được diễn ra bốn năm một lần, vào giữa hai kỳ World Cup. Giải lần đầu tiên được tổ chức vào năm 1989, năm FIFA trở thành cơ quan điều hành của môn futsal. Giải được tổ chức tại Hà Lan để kỷ niệm nơi môn thể thao này được phổ biến. Tính đến giải năm 2008, chỉ có 2 quốc gia giành chức vô địch giải này. Brasil là đội đầu tiên vô địch 3 lần, đánh bại chủ nhà Tây Ban Nha năm 1996 để lần thứ 3 giành cúp, tiếp đó Tây Ban Nha vô địch 2 kỳ tiếp theo, thắng Brasil trong năm 2000, rồi Ý năm 2004 trong trận chung kết Giải vô địch bóng đá trong nhà thế giới đầu tiên không có mặt Brasil. Năm 2008, Brasil trở thành chủ nhà tiếp theo vô địch giải này sau khi đánh bại Tây Ban Nha với tỷ số 3–2 bằng bàn thắng vàng.
Tất cả các kỳ World Cup trước năm 2008 có 16 đội tham dự. Giải đầu tiên bao gồm 6 đội từ châu Âu, 3 đội từ Nam Mỹ, hai đội từ châu Phi, hai đội từ châu Á, hai đội từ Bắc và Trung Mỹ, và một đội từ châu Đại Dương. Năm 2004, được phân chia suất dự VCK lại châu Âu 5 đội, châu Á 4 đội (gồm cả chủ nhà Đài Loan), Nam Mỹ 3 đội, Bắc và Trung Mỹ 2 đội, châu Phi và châu Đại Dương mỗi châu lục một đội. Năm 2008 lần đầu tiên, 20 đội tham dự làm lên giải đấu lớn nhất từ trước tới nay. Nhưng từ năm 2012 trở đi, giải đấu được nâng lên 24 đội.
Vòng bảng gồm 6 bảng mỗi bảng 4 đội. Hai đội đứng đầu mỗi bảng và 4 đội đứng thứ 3 có thành tích tốt nhât sẽ bước vào vòng đấu loại trực tiếp.

## Kết quả

### Kết quả
| Lần | Năm           | Chủ nhà           |               | Vô địch                | Tỉ số         | Á quân        |               | Hạng 3       | Tỉ số | Hạng 4 |  | Số đội tham dự |
| 1   | 1989 Chi tiết | Hà Lan            | · Brasil      | 2–1                    | · Hà Lan      | · Hoa Kỳ      | 3–2 (a.e.t.)  | · Bỉ         | 16    |        |  |                |
| 2   | 1992 Chi tiết | Hồng Kông         | · Brasil      | 4–1                    | · Hoa Kỳ      | · Tây Ban Nha | 9–6           | · Iran       | 16    |        |  |                |
| 3   | 1996 Chi tiết | Tây Ban Nha       | · Brasil      | 6–4                    | · Tây Ban Nha | · Nga         | 3–2           | · Ukraina    | 16    |        |  |                |
| 4   | 2000 Chi tiết | Guatemala         | · Tây Ban Nha | 4–3                    | · Brasil      | · Bồ Đào Nha  | 4–2           | · Nga        | 16    |        |  |                |
| 5   | 2004 Chi tiết | Đài Bắc Trung Hoa | · Tây Ban Nha | 2–1                    | · Ý           | · Brasil      | 7–4           | · Argentina  | 16    |        |  |                |
| 6   | 2008 Chi tiết | Brasil            | · Brasil      | 2–2 (a.e.t.) 4–3 (pen) | · Tây Ban Nha | · Ý           | 2–1           | · Nga        | 20    |        |  |                |
| 7   | 2012 Chi tiết | Thái Lan          | · Brasil      | 3–2 (a.e.t.)           | · Tây Ban Nha | · Ý           | 3–0           | · Colombia   | 24    |        |  |                |
| 8   | 2016 Chi tiết | Colombia          | · Argentina   | 5–4                    | · Nga         | · Iran        | 2–2 4–3 (pen) | · Bồ Đào Nha | 24    |        |  |                |
| 9   | 2020 Chi tiết | Litva             | · Bồ Đào Nha  | 2–1                    | · Argentina   | · Brasil      | 4–2           | · Kazakhstan | 24    |        |  |                |
| 10  | 2024 Chi tiết | Uzbekistan        | · Brasil      | 2–1                    | · Argentina   | · Ukraina     | 7–1           | · Pháp       | 24    |        |  |                |

1. ↑  Giải đấu hoãn sang tháng 9 năm 2021 vì đại dịch COVID-19.

### Bảng xếp hạng top 4
| Đội         | Vô địch                                 | Á quân                | Hạng 3         | Hạng 4         | Total (Top 4) |
| ----------- | --------------------------------------- | --------------------- | -------------- | -------------- | ------------- |
| Brasil      | 6 (1989, 1992, 1996, 2008*, 2012, 2024) | 1 (2000)              | 2 (2004, 2020) | –              | 8             |
| Tây Ban Nha | 2 (2000, 2004)                          | 3 (1996*, 2008, 2012) | 1 (1992)       | –              | 6             |
| Argentina   | 1 (2016)                                | 2 (2020, 2024)        | –              | 1 (2004)       | 3             |
| Bồ Đào Nha  | 1 (2020)                                | –                     | 1 (2000)       | 1 (2016)       | 3             |
| Ý           | –                                       | 1 (2004)              | 2 (2008, 2012) | –              | 3             |
| Nga         | –                                       | 1 (2016)              | 1 (1996)       | 2 (2000, 2008) | 4             |
| Hoa Kỳ      | –                                       | 1 (1992)              | 1 (1989)       | –              | 2             |
| Hà Lan      | –                                       | 1 (1989)*             | –              | –              | 1             |
| Iran        | –                                       | –                     | 1 (2016)       | 1 (1992)       | 2             |
| Bỉ          | –                                       | –                     | –              | 1 (1989)       | 1             |
| Colombia    | –                                       | –                     | –              | 1 (2012)       | 1             |
| Ukraina     | –                                       | –                     | –              | 1 (1996)       | 1             |
| Kazakhstan  | –                                       | –                     | –              | 1 (2020)       | 1             |

(*) Chủ nhà

## Thống kê

### Tóm tắt huy chương
| Hạng               | Đoàn               | Vàng | Bạc | Đồng | Tổng số |
| ------------------ | ------------------ | ---- | --- | ---- | ------- |
| 1                  | Brasil             | 6    | 1   | 2    | 9       |
| 2                  | Tây Ban Nha        | 2    | 3   | 1    | 6       |
| 3                  | Argentina          | 1    | 2   | 0    | 3       |
| 4                  | Bồ Đào Nha         | 1    | 0   | 1    | 2       |
| 5                  | Ý                  | 0    | 1   | 2    | 3       |
| 6                  | Hoa Kỳ             | 0    | 1   | 1    | 2       |
| 6                  | Nga                | 0    | 1   | 1    | 2       |
| 8                  | Hà Lan             | 0    | 1   | 0    | 1       |
| 9                  | Iran               | 0    | 0   | 1    | 1       |
| Tổng số (9 đơn vị) | Tổng số (9 đơn vị) | 10   | 10  | 9    | 29      |

### Kết quả theo liên đoàn
|         | AFC | CAF | CONCACAF | CONMEBOL | OFC | UEFA | Tổng cộng |
| ------- | --- | --- | -------- | -------- | --- | ---- | --------- |
| Các đội | 29  | 14  | 22       | 27       | 8   | 48   | 148       |
| Top 16* | 8   | 3   | 5        | 22       | 0   | 42   | 80        |
| Top 8   | 1   | 1   | 0        | 12       | 0   | 22   | 36        |
| Top 4   | 2   | 0   | 2        | 10       | 0   | 18   | 32        |
| Top 2   | 0   | 0   | 1        | 7        | 0   | 9    | 17        |
| 1st     | 0   | 0   | 0        | 6        | 0   | 2    | 8         |
| 2nd     | 0   | 0   | 1        | 1        | 0   | 6    | 8         |
| 3rd     | 1   | 0   | 1        | 1        | 0   | 5    | 8         |
| 4th     | 1   | 0   | 0        | 2        | 0   | 5    | 8         |

### Các quốc gia tham dự
Chú thích
- 1st — Vô địch
- 2nd — Á quân
- 3rd — Hạng ba
- 4th — Hạng tư
- QF — Tứ kết
- R2 — Vòng 2 (1989–2008, Vòng bảng thứ hai, tốp 8; 2012–đến nay: Vòng 16 đội)
- R1 — Vòng 1
- Q — Vượt qua vòng loại cho giải đấu sắp tới
- — Các chủ nhà

| Quốc gia          | 1989 | 1992 | 1996 | 2000 | 2004 | 2008 | 2012 | 2016 | 2020 | 2024 | Lần tham dự |
| ----------------- | ---- | ---- | ---- | ---- | ---- | ---- | ---- | ---- | ---- | ---- | ----------- |
| Afghanistan       |      |      |      |      |      |      |      |      |      | Q    | 1           |
| Algérie           | R1   |      |      |      |      |      |      |      |      |      | 1           |
| Angola            |      |      |      |      |      |      |      |      | R1   | Q    | 2           |
| Argentina         | R2   | R2   | R1   | R2   | 4th  | R2   | QF   | 1st  | 2nd  | Q    | 10          |
| Úc                | R1   | R1   | R1   | R1   | R1   |      | R1   | R1   |      |      | 7           |
| Azerbaijan        |      |      |      |      |      |      |      | QF   |      |      | 1           |
| Bỉ                | 4th  | R2   | R2   |      |      |      |      |      |      |      | 3           |
| Brasil            | 1st  | 1st  | 1st  | 2nd  | 3rd  | 1st  | 1st  | R2   | 3rd  | Q    | 10          |
| Canada            | R1   |      |      |      |      |      |      |      |      |      | 1           |
| Trung Quốc        |      | R1   | R1   |      |      | R1   |      |      |      |      | 3           |
| Đài Bắc Trung Hoa |      |      |      |      | R1   |      |      |      |      |      | 1           |
| Colombia          |      |      |      |      |      |      | 4th  | R2   |      |      | 2           |
| Costa Rica        |      | R1   |      | R1   |      |      | R1   | R2   | R1   | Q    | 6           |
| Croatia           |      |      |      | R2   |      |      |      |      |      | Q    | 2           |
| Cuba              |      |      | R1   | R1   | R1   | R1   |      | R1   |      | Q    | 6           |
| Cộng hòa Séc      |      |      |      |      | R2   | R1   | R2   |      | R2   |      | 4           |
| Đan Mạch          | R1   |      |      |      |      |      |      |      |      |      | 1           |
| Ai Cập            |      |      | R1   | R2   | R1   | R1   | R2   | QF   | R1   |      | 7           |
| Pháp              |      |      |      |      |      |      |      |      |      | Q    | 1           |
| Guatemala         |      |      |      | R1   |      | R1   | R1   | R1   | R1   | Q    | 6           |
| Hồng Kông         |      | R1   |      |      |      |      |      |      |      |      | 1           |
| Hungary           | R2   |      |      |      |      |      |      |      |      |      | 1           |
| Iran              |      | 4th  | R1   | R1   | R1   | R2   | R2   | 3rd  | QF   | Q    | 9           |
| Ý                 | R2   | R1   | R2   |      | 2nd  | 3rd  | 3rd  | R2   |      |      | 7           |
| Nhật Bản          | R1   |      |      |      | R1   | R1   | R2   |      | R2   |      | 5           |
| Kazakhstan        |      |      |      | R1   |      |      |      | R2   | 4th  | Q    | 4           |
| Kuwait            |      |      |      |      |      |      | R1   |      |      |      | 1           |
| Libya             |      |      |      |      |      | R1   | R1   |      |      | Q    | 3           |
| Litva             |      |      |      |      |      |      |      |      | R1   |      | 1           |
| Malaysia          |      |      | R1   |      |      |      |      |      |      |      | 1           |
| México            |      |      |      |      |      |      | R1   |      |      |      | 1           |
| Maroc             |      |      |      |      |      |      | R1   | R1   | QF   | Q    | 4           |
| Mozambique        |      |      |      |      |      |      |      | R1   |      |      | 1           |
| Hà Lan            | 2nd  | R2   | R2   | R2   |      |      |      |      |      | Q    | 5           |
| New Zealand       |      |      |      |      |      |      |      |      |      | Q    | 1           |
| Nigeria           |      | R1   |      |      |      |      |      |      |      | ×    | 1           |
| Panama            |      |      |      |      |      |      | R2   | R1   | R1   | Q    | 4           |
| Paraguay          | R2   | R1   |      |      | R1   | R2   | R2   | QF   | R2   | Q    | 8           |
| Ba Lan            |      | R2   |      |      |      |      |      |      |      |      | 1           |
| Bồ Đào Nha        |      |      |      | 3rd  | R2   | R1   | QF   | 4th  | 1st  | Q    | 7           |
| Nga[N]            |      | R1   | 3rd  | 4th  |      | 4th  | QF   | 2nd  | QF   | ×    | 7           |
| Ả Rập Xê Út       | R1   |      |      |      |      |      |      |      |      |      | 1           |
| Serbia            |      |      |      |      |      |      | R2   |      | R2   |      | 2           |
| Quần đảo Solomon  |      |      |      |      |      | R1   | R1   | R1   | R1   |      | 4           |
| Tây Ban Nha       | R1   | 3rd  | 2nd  | 1st  | 1st  | 2nd  | 2nd  | QF   | QF   | Q    | 10          |
| Tajikistan        |      |      |      |      |      |      |      |      |      | Q    | 1           |
| Thái Lan          |      |      |      | R1   | R1   | R1   | R2   | R2   | R2   | Q    | 7           |
| Ukraina           |      |      | 4th  |      | R2   | R2   | QF   | R2   |      | Q    | 6           |
| Hoa Kỳ            | 3rd  | 2nd  | R1   |      | R2   | R1   |      |      | R1   |      | 6           |
| Uruguay           |      |      | R2   | R1   |      | R1   |      |      |      |      | 3           |
| Uzbekistan        |      |      |      |      |      |      |      | R1   | R2   | Q    | 3           |
| Venezuela         |      |      |      |      |      |      |      |      | R2   | Q    | 2           |
| Việt Nam          |      |      |      |      |      |      |      | R2   | R2   |      | 2           |
| Zimbabwe          | R1   |      |      |      |      |      |      |      |      | ×    | 1           |
| Số đội            | 16   | 16   | 16   | 16   | 16   | 20   | 24   | 24   | 24   |      |             |

## Lần đầu tham dự
Dưới đây là thống kê giải đầu tiên mà các đội tuyển giành quyền vào chơi một vòng chung kết Futsal World Cup.
| Năm  | Đội tuyển |
| ---- | --- |
| 1989 | Algérie Argentina Úc Bỉ Brasil Canada Đan Mạch Hungary Ý Nhật Bản Hà Lan Paraguay Ả Rập Xê Út Tây Ban Nha Hoa Kỳ Zimbabwe |
| 1992 | Trung Quốc Costa Rica Hồng Kông Iran Nigeria Ba Lan Nga                                                                   |
| 1996 | Cuba Ai Cập Malaysia Ukraina Uruguay                                                                                      |
| 2000 | Croatia Guatemala Kazakhstan Bồ Đào Nha                                                                                   |
| 2004 | Cộng hòa Séc Đài Bắc Trung Hoa                                                                                            |
| 2008 | Libya Quần đảo Solomon Thái Lan                                                                                           |
| 2012 | Colombia Kuwait México Maroc Panama Serbia                                                                                |
| 2016 | Azerbaijan Uzbekistan Việt Nam                                                                                            |
| 2020 | Angola Litva Venezuela |
| 2024 | Afghanistan Pháp New Zealand Tajikistan                                                                                   |

### Bảng xếp hạng qua các kỳ
Tính đến mùa giải 2020
| Hạng | Đội               | Tham dự | Trận | Thắng | Hòa | Thua | Bàn thắng | Bàn thua | Hiệu số | Điểm |
| ---- | ----------------- | ------- | ---- | ----- | --- | ---- | --------- | -------- | ------- | ---- |
| 1    | Brasil            | 9       | 67   | 57    | 6   | 4    | 428       | 101      | +327    | 177  |
| 2    | Tây Ban Nha       | 9       | 61   | 48    | 5   | 8    | 260       | 118      | +142    | 149  |
| 3    | Argentina         | 9       | 55   | 30    | 7   | 18   | 163       | 124      | +39     | 97   |
| 4    | Nga               | 7       | 45   | 27    | 5   | 13   | 241       | 114      | +127    | 86   |
| 5    | Ý                 | 7       | 43   | 27    | 3   | 13   | 153       | 96       | +57     | 84   |
| 6    | Bồ Đào Nha        | 5       | 37   | 22    | 6   | 9    | 126       | 76       | +50     | 72   |
| 7    | Iran              | 8       | 40   | 19    | 6   | 15   | 137       | 133      | +4      | 63   |
| 8    | Ukraina           | 5       | 30   | 14    | 5   | 11   | 105       | 81       | +24     | 47   |
| 9    | Hà Lan            | 4       | 26   | 12    | 5   | 9    | 76        | 76       | 0       | 41   |
| 10   | Hoa Kỳ            | 6       | 32   | 12    | 4   | 16   | 91        | 108      | -17     | 40   |
| 11   | Paraguay          | 7       | 28   | 10    | 5   | 13   | 93        | 88       | +5      | 35   |
| 12   | Bỉ                | 3       | 20   | 10    | 2   | 8    | 56        | 51       | +5      | 32   |
| 13   | Ai Cập            | 7       | 28   | 10    | 0   | 97   | 115       | −18      | 30      |      |
| 14   | Kazakhstan        | 3       | 14   | 6     | 2   | 6    | 47        | 41       | +6      | 20   |
| 15   | Cộng hòa Séc      | 4       | 18   | 6     | 2   | 10   | 37        | 53       | −16     | 20   |
| 16   | Thái Lan          | 6       | 22   | 6     | 1   | 15   | 56        | 102      | −46     | 19   |
| 17   | Colombia          | 2       | 11   | 4     | 3   | 4    | 27        | 25       | +2      | 15   |
| 18   | Guatemala         | 5       | 16   | 5     | 0   | 11   | 48        | 88       | −40     | 15   |
| 19   | Nhật Bản          | 5       | 17   | 4     | 2   | 12   | 47        | 77       | −30     | 14   |
| 20   | Uruguay           | 3       | 13   | 4     | 1   | 8    | 30        | 39       | −9      | 13   |
| 21   | Costa Rica        | 5       | 16   | 4     | 1   | 11   | 39        | 73       | −34     | 13   |
| 22   | Úc                | 7       | 21   | 4     | 1   | 16   | 34        | 118      | −84     | 13   |
| 23   | Serbia            | 2       | 8    | 3     | 1   | 4    | 27        | 18       | +9      | 10   |
| 24   | Croatia           | 1       | 6    | 3     | 0   | 3    | 18        | 15       | +3      | 9    |
| 25   | Hungary           | 1       | 6    | 2     | 2   | 2    | 23        | 17       | +6      | 8    |
| 26   | Maroc             | 3       | 11   | 2     | 2   | 7    | 24        | 36       | −12     | 8    |
| 27   | Azerbaijan        | 1       | 5    | 2     | 1   | 2    | 25        | 18       | +7      | 7    |
| 28   | Venezuela         | 1       | 4    | 2     | 1   | 1    | 6         | 5        | +1      | 7    |
| 29   | Việt Nam          | 2       | 8    | 2     | 1   | 5    | 12        | 33       | −21     | 7    |
| 30   | Ba Lan            | 1       | 6    | 2     | 0   | 4    | 15        | 22       | −7      | 6    |
| 31   | Panama            | 3       | 10   | 2     | 0   | 8    | 24        | 58       | −34     | 6    |
| 32   | Đan Mạch          | 1       | 3    | 1     | 1   | 1    | 12        | 10       | +2      | 4    |
| 33   | Uzbekistan        | 2       | 7    | 1     | 1   | 5    | 21        | 30       | -9      | 4    |
| 34   | Canada            | 1       | 3    | 1     | 0   | 2    | 7         | 7        | 0       | 3    |
| 35   | Hồng Kông         | 1       | 3    | 1     | 0   | 2    | 7         | 7        | 0       | 3    |
| 36   | Kuwait            | 1       | 3    | 1     | 0   | 2    | 8         | 13       | −5      | 3    |
| 37   | Cuba              | 5       | 13   | 1     | 0   | 12   | 24        | 91       | −67     | 3    |
| 38   | Quần đảo Solomon  | 4       | 13   | 1     | 0   | 12   | 22        | 142      | −120    | 3    |
| 39   | Libya             | 2       | 7    | 0     | 1   | 6    | 10        | 36       | −26     | 1    |
| 40   | Trung Quốc        | 3       | 10   | 0     | 0   | 10   | 15        | 66       | −51     | 0    |
| 41   | Nigeria           | 1       | 3    | 0     | 0   | 3    | 7         | 15       | −8      | 0    |
| 42   | Litva             | 1       | 3    | 0     | 0   | 3    | 3         | 11       | -8      | 0    |
| 43   | México            | 1       | 3    | 0     | 0   | 3    | 4         | 13       | −9      | 0    |
| 44   | Angola            | 1       | 3    | 0     | 0   | 3    | 6         | 16       | -10     | 0    |
| 45   | Zimbabwe          | 1       | 3    | 0     | 0   | 3    | 3         | 14       | −11     | 0    |
| 46   | Algérie           | 1       | 3    | 0     | 0   | 3    | 5         | 17       | −12     | 0    |
| 47   | Mozambique        | 1       | 3    | 0     | 0   | 3    | 7         | 22       | −15     | 0    |
| 48   | Malaysia          | 1       | 3    | 0     | 0   | 3    | 4         | 24       | −20     | 0    |
| 49   | Ả Rập Xê Út       | 1       | 3    | 0     | 0   | 3    | 4         | 27       | −23     | 0    |
| 50   | Đài Bắc Trung Hoa | 1       | 3    | 0     | 0   | 3    | 2         | 29       | −27     | 0    |

## Cầu thủ dẫn đầu danh sách ghi bàn

### Ghi nhiều bàn thắng nhất
| #  | Tên                 | Quốc gia    | Bàn thắng | Trận | Lần tham dự                  | Bàn thắng trên Trận |
| -- | ------------------- | ----------- | --------- | ---- | ---------------------------- | ------------------- |
| 1  | Falcão              | Brasil      | 48        | 33   | 2000, 2004, 2008, 2012, 2016 | 1.60                |
| 2  | Manoel Tobías       | Brasil      | 43        | 32   | 1992, 1996, 2000, 2004       | 1.34                |
| 3  | Konstantin Eremenko | Nga         | 28        | 18   | 1992, 1996, 2000             | 1.55                |
| 4  | Schumacher          | Brasil      | 25        | 25   | 2000, 2004, 2008             | 1.00                |
| 5  | Ricardinho          | Bồ Đào Nha  | 22        | 18   | 2008, 2012, 2016, 2020       | 1.43                |
| 6  | Eder Lima           | Nga         | 19        | 12   | 2012, 2016                   | 1.58                |
| 7  | Pula                | Nga         | 18        | 14   | 2008, 2012                   | 1.29                |
| 8  | Saeid Rajabi        | Iran        | 16        | 8    | 1992                         | 2.00                |
| 9  | Índio               | Brasil      | 15        | 16   | 2000, 2008                   | 0.93                |
| 10 | Daniel              | Tây Ban Nha | 14        | 15   | 2000, 2008                   | 0.93                |

### Vua phá lưới
| Năm  | Cầu thủ         | Bàn |
| ---- | --------------- | --- |
| 1989 | László Zsadányi | 7   |
| 1992 | Saeid Rajabi    | 16  |
| 1996 | Manoel Tobías   | 14  |
| 2000 | Manoel Tobías   | 19  |
| 2004 | Falcão          | 13  |
| 2008 | Pula            | 16  |
| 2012 | Eder Lima       | 9   |
| 2016 | Ricardinho      | 12  |
| 2020 | Ferrão          | 9   |

## Giải thưởng

### Quả bóng vàng
| Giải đấu      | Quả bóng vàng    | Quả bóng bạc | Quả bóng đồng     |
| ------------- | ---------------- | ------------ | ----------------- |
| Brasil 2008   | Falcão           | Schumacher   | Tiago             |
| Thái Lan 2012 | Neto             | Kike         | Ricardinho        |
| Colombia 2016 | Fernando Wilhelm | Éder Lima    | Ahmad Esmaeilpour |
| Litva 2020    | Ricardinho       | Pany Varela  | Douglas Júnior    |

### Chiếc giày vàng
| Giải đấu      | Chiếc giày vàng | Số bàn thắng | Chiếc giày bạc  | Số bàn thắng | Chiếc giày đồng | Số bàn thắng |
| ------------- | --------------- | ------------ | --------------- | ------------ | --------------- | ------------ |
| Brasil 2008   | Pula            | 16           | Falcão          | 15           | Lenísio         | 11           |
| Thái Lan 2012 | Éder Lima       | 9            | Rodolfo Fortino | 8            | Fernandinho     | 7            |
| Colombia 2016 | Ricardinho      | 12           | Éder Lima       | 10           | Falcão          | 10           |
| Litva 2020    | Ferrão          | 9            | Pany Varela     | 8            | Taynan da Silva | 6            |

### Găng tay vàng
| Giải đấu      | Găng tay vàng      |
| ------------- | ------------------ |
| Brasil 2008   | Tiago              |
| Thái Lan 2012 | Stefano Mammarella |
| Colombia 2016 | Nicolás Sarmiento  |
| Litva 2020    | Nicolás Sarmiento  |

### Đội đoạt giải phong cách
| Giải đấu      | Đội đoạt giải phong cách |
| ------------- | ------------------------ |
| Brasil 2008   | Tây Ban Nha              |
| Thái Lan 2012 | Argentina                |
| Colombia 2016 | Việt Nam                 |
| Litva 2020    | Kazakhstan               |